# العيادة (مسلسل)
العيادة مسلسل مصري كوميدي من نوعية السيت كوم بطولة إدوارد، بسمة,خالد سرحان ومحمد شرف. تدور أحداث المسلسل حول قيام ثلاثة أطباء حديثي التخرج بتأجير شقة صغيرة وتحويلها إلى عيادة ثلاثية على الرغم من اختلاف تخصصاتهم، فينتج عن ذلك الكثير من المفارقات والمواقف المضحكة.

## الشخصيات الرئيسية
| الدور                | الممثل     | وظيفة الشخصية بالمسلسل |
| -------------------- | ---------- | ---------------------- |
| صلاح                 | إدوارد     | طبيب نساء وتوليد       |
| هدى                  | بسمة       | طبيبة أسنان            |
| كامل                 | خالد سرحان | طبيب نفسي              |
| بكر (الموسم الأول)   | محمد شرف   | ممرض في العيادة        |
| بكري (الموسم الثاني) | سليمان عيد | ممرض في العيادة        |